# Lucchese 1905 2022-2023
Questa voce raccoglie le informazioni riguardanti la Lucchese 1905 nelle competizioni ufficiali della stagione 2022-2023.

## Stagione
Nella stagione 2022-2023 la Lucchese disputa il quarantaquattresimo campionato di terza serie della sua storia, prendendo parte al girone B della Serie C. Allenata da Ivan Maraia la squadra rossonera raccoglie 51 punti con l'ottava posizione finale. Disputa i Play-off ma viene subito eliminata dall'Ancona, la gara unica finisce (1-1) ma passa il turno l'Ancona meglio piazzata in campionato, quinta. Nella Coppa Italia di Serie C nel primo turno i rossoneri eliminano il Fiorenzuola, pareggiando (0-0) ma vincendo (3-5) ai calci di rigore, poi nel secondo turno la Lucchese pareggia a Chiavari (1-1) ma passa l'Entella (4-2) ai calci di rigore.

## Rosa
| N. |                   | Ruolo | Calciatore                |
| -- | ----------------- | ----- | ------------------------- |
| 1  | Italia (bandiera) | P     | Jacopo Coletta (capitano) |
| 2  | Italia (bandiera) | D     | Manuel Alagna             |
| 3  | Italia (bandiera) | D     | Rosario Maddaloni         |
| 4  | Italia (bandiera) | C     | Lorenzo Ferro             |
| 5  | Italia (bandiera) | D     | Matteo Bachini            |
| 6  | Italia (bandiera) | D     | Andrea Tiritiello         |
| 7  | Italia (bandiera) | C     | Andrea Rizzo Pinna        |
| 8  | Italia (bandiera) | C     | Giorgio Tumbarello        |
| 9  | Italia (bandiera) | A     | Niccolò Romero            |
| 10 | Italia (bandiera) | A     | Mauro Semprini            |
| 11 | Italia (bandiera) | A     | Andrea Bianchimano        |
| 12 | Italia (bandiera) | P     | Riccardo Galletti         |
| 14 | Italia (bandiera) | D     | Ettore Quirini            |
| 16 | Italia (bandiera) | C     | Domenico Franco           |

| N. |                   | Ruolo | Calciatore          |
| -- | ----------------- | ----- | ------------------- |
| 17 | Italia (bandiera) | A     | Giovanni Bruzzaniti |
| 18 | Italia (bandiera) | C     | Edoardo D'Ancona    |
| 19 | Italia (bandiera) | C     | Elia Visconti       |
| 20 | Italia (bandiera) | A     | Gioacchino Catania  |
| 21 | Italia (bandiera) | C     | Antonio D'Alena     |
| 22 | Italia (bandiera) | P     | Tommaso Cucchietti  |
| 23 | Italia (bandiera) | D     | Francesco Benassai  |
| 24 | Italia (bandiera) | C     | Alessandro Mastalli |
| 25 | Italia (bandiera) | A     | Giuseppe Panico     |
| 26 | Italia (bandiera) | D     | Tommaso Merletti    |
| 33 | Italia (bandiera) | D     | Niccolò Ricchi      |
| 35 | Italia (bandiera) | C     | Davide Di Quinzio   |
| 77 | Italia (bandiera) | D     | Davide Pirola       |
| 91 | Italia (bandiera) | A     | Mario Ravasio       |

## Risultati

### Serie C

#### Girone di andata
| Arbitro: | Ancora (Roma) |

|                       |           |                 |
| Lanini 9’, 33’ (rig.) | Marcatori | 12’ Rizzo Pinna |

| Arbitro: | Mirabella (Napoli) |

|                                                      |           |                       |
| Di Quinzio 16’ Bianchimano 20’ (rig.) Bruzzaniti 50’ | Marcatori | 56’ (rig.) Stijepović |

| Arbitro: | Djurdjevic (Trieste) |

|                |           |              |
| Tiritiello 59’ | Marcatori | 71’ Nicastro |

| Arbitro: | Bozzetto (Bergamo) |

|                     |           |  |
| Stronati 30’ (rig.) | Marcatori |  |

| Arbitro: | Gangi (Enna) |

|                                |           |                      |
| Bianchimano 20’ Mastalli 45+1’ | Marcatori | 90+2’ (rig.) Santini |

| Arbitro: | Castellone (Napoli) |

|  |           |                                     |
|  | Marcatori | 10’ Semprini 38’ (rig.) Bianchimano |

| Lucca 9 ottobre 2022, ore 17:30 CEST 7ª giornata | Lucchese            | 0 – 0 referto | Torres | Stadio Porta Elisa (1 417 spett.)\| Arbitro: \| Gigliotti (Cosenza) \| |
| Arbitro:                                         | Gigliotti (Cosenza) |               |        |                                                                        |

| Macerata 16 ottobre 2022, ore 14:30 CEST 8ª giornata | Recanatese            | 0 – 0 referto | Lucchese | Stadio Helvia Recina (370 spett.)\| Arbitro: \| Gandino (Alessandria) \| |
| Arbitro:                                             | Gandino (Alessandria) |               |          |                                                                          |

| Arbitro: | Baratta (Rossano) |

|  |           |              |
|  | Marcatori | 72’ Visconti |

| Arbitro: | Zanotti (Rimini) |

|                |           |  |
| Bruzzaniti 75’ | Marcatori |  |

| Arbitro: | Burlando (Genova) |

|                            |           |                        |
| Simonetti 12’ Spagnoli 84’ | Marcatori | 84’ (rig.) Bianchimano |

| Arbitro: | Taricone (Perugia) |

|                |           |                      |
| Tumbarello 43’ | Marcatori | 2’ Lombardi 82’ Nepi |

| Arbitro: | Pascarella (Nocera Inferiore) |

|  |           |                |
|  | Marcatori | 57’ Bruzzaniti |

| Arbitro: | Carrione (Castellammare di Stabia) |

|  |           |                       |
|  | Marcatori | 12’ (rig.), 66’ Arena |

| Arbitro: | Ubaldi (Roma) |

|              |           |  |
| Misuraca 21’ | Marcatori |  |

| Arbitro: | Scatena (Avezzano) |

|               |           |  |
| D. Franco 59’ | Marcatori |  |

| Arbitro: | Giordano (Novara) |

|            |           |                     |
| Favale 90’ | Marcatori | 31’ (rig.) Mastalli |

| Arbitro: | Giaccaglia (Jesi) |

|                                        |           |                           |
| Rizzo Pinna 16’ Ravasio 79’ Romero 81’ | Marcatori | 25’ Giannetti 38’ Cicconi |

| Arbitro: | De Angeli (Milano) |

|             |           |             |
| La Rosa 30’ | Marcatori | 38’ Quirini |

#### Girone di ritorno
| Arbitro: | Monaldi (Macerata) |

|  |           |            |
|  | Marcatori | 76’ Varela |

| Arbitro: | Ramondino (Palermo) |

|  |           |                        |
|  | Marcatori | 5’ Alagna 79’ Mastalli |

| Pontedera 15 gennaio 2023, ore 17.30 CET 22ª giornata | Pontedera        | 0 – 0 | Lucchese | Stadio Ettore Mannucci\| Arbitro: \| Andreano (Prato) \| |
| Arbitro:                                              | Andreano (Prato) |       |          |                                                          |

| Arbitro: | Gemelli (Messina) |

|  |           |               |
|  | Marcatori | 47’ Currarino |

| Arbitro: | Vergaro (Bari) |

|          |           |              |
| Vano 47’ | Marcatori | 18’ Mastalli |

| Lucca 31 gennaio 2023, ore 21 CET 25ª giornata | Lucchese           | 0 – 0 referto | San Donato Tavarnelle | Stadio Porta Elisa (705 spett.)\| Arbitro: \| Mirabella (Napoli) \| |
| Arbitro:                                       | Mirabella (Napoli) |               |                       |                                                                     |

| Arbitro: | Djurdjevic (Trieste) |

|              |           |            |
| Scappini 77’ | Marcatori | 64’ Panico |

| Arbitro: | Gangi (Enna) |

|                |           |                                   |
| Bruzzaniti 64’ | Marcatori | 30’, 74’ Carpani 79’ Senigagliesi |

| Arbitro: | Pacella (Roma) |

|                                              |           |  |
| Bruzzaniti 30’ Tiritiello 79’ Di Quinzio 89’ | Marcatori |  |

| Montevarchi 26 febbraio 2023, ore 14.30 CET 29ª giornata | Montevarchi          | 0 – 0 referto | Lucchese | Stadio Gastone Brilli Peri\| Arbitro: \| Pezzopane (L'Aquila) \| |
| Arbitro:                                                 | Pezzopane (L'Aquila) |               |          |                                                                  |

| Arbitro: | Marotta (Sapri) |

|               |           |            |
| Simonetti 53’ | Marcatori | 88’ Panico |

| Arbitro: | Baratta (Rossano) |

|  |           |                 |
|  | Marcatori | 39’ Rizzo Pinna |

| Arbitro: | Iacobellis (Pisa) |

|                  |           |              |
| Tiritiello 90+2’ | Marcatori | 47’ Paloschi |

| Arbitro: | Ramondino (Palermo) |

|                                   |           |  |
| Arena 45+4’ (rig.) Di Stefano 82’ | Marcatori |  |

| Arbitro: | Gauzolino (Torino) |

|            |           |                |
| Panico 54’ | Marcatori | 83’ Spedalieri |

| Arbitro: | Scarpa (Collegno) |

|              |           |            |
| Celiento 23’ | Marcatori | 31’ Panico |

| Lucca 6 aprile 2023, ore 20:30 CEST 36ª giornata | Lucchese                      | 0 – 0 | Virtus Entella | Stadio Porta Elisa (1 368 spett.)\| Arbitro: \| Pascarella (Nocera Inferiore) \| |
| Arbitro:                                         | Pascarella (Nocera Inferiore) |       |                |                                                                                  |

| Arbitro: | Leone (Barletta) |

|                           |           |            |
| Cicconi 42’ Pelagatti 86’ | Marcatori | 29’ Panico |

| Arbitro: | Restaldo (Ivrea) |

|                  |           |  |
| Ravasio 14’, 76’ | Marcatori |  |

### Coppa Italia Serie C
| Arbitro: | Renzi (Pesaro) |

|                              |                      |                                             |
| Fiorini Morello Oneto Quaini | Tiri di rigore 3 – 5 | Alagna Bruzzaniti Franco Maddaloni Mastalli |

| Arbitro: | Gemelli (Messina) |

|               |           |  |
| 50’ Maddaloni | Marcatori |  |

| Arbitro: | Sfira (Frosinone) |

|                                |                      |                                   |
| Meazzi 26’                     | Marcatori            | 90+2’ Romeo                       |
| Tascone Dessena Favale Doumbia | Tiri di rigore 4 – 2 | Romero Alagna Visconti Tumbarello |